# Gisulfo I di Salerno
Gisulfo I (maggio 930 – 977 o 978) è stato un principe longobardo, principe di Salerno dal 946 al 977 (o 978).

## Biografia
Maggiore dei figli di Guaimario II e della seconda moglie Gaitelgrima di Capua, fu associato al trono dal padre nel 943 e gli successe alla sua morte nel 946. In un primo momento fu posto sotto la reggenza della madre e di Prisco, tesoriere e conte di palazzo.
Nel 946 il Principato fu preso d'assalto da Landolfo II di Benevento e Giovanni III di Napoli, ma il suo alleato Mastalo di Amalfi corse in suo aiuto e fece cadere in un agguato le truppe di Landolfo presso La Cava. L'anno successivo, si alleò con Landolfo e mise sotto assedio la città di Nola, presidio del ducato napoletano. Nell'ottobre del 953 cercò di rasserenare i rapporti con il dominio partenopeo emanando un diploma a favore del vescovo di Napoli, un gesto che mal si addiceva alla diplomazia senza scrupoli dei suoi vicini e che per questo non sembrò mai favorirlo. Poco dopo il 955, tuttavia, fu nominato patrizio da Mariano Argyros, strategos bizantino di Bari. Nell'autunno del 966 papa Giovanni XIII guidò un'armata di truppe romane, toscane e spoletine contro Landolfo III di Benevento e il di lui fratello Pandolfo Testadiferro, ma Gisulfo accorse in suo aiuto e lo scontro armato fu scongiurato. Il papa e il principe di Salerno firmarono un trattato di pace a Terracina. Fu questo l'atto che più avanti gli guadagnò l'aiuto del potente Testadiferro.
Nel 974 Gisulfo fu detronizzato da un'insurrezione religiosa guidata da Landolfo di Conza, figlio di Atenolfo II di Benevento. Il principe di Benevento e Capua, Pandolfo I Testadiferro, restaurò Gisulfo come suo vassallo, condizione in cui il principe salernitano restò fino alla morte, avvenuta tra la fine del 977 e l'inizio del 978. Con lui si estinse la dinastia dei Dauferidi, insediatasi sul trono di Salerno col principe Guaiferio nell'861.
Gisulfo, sposato con la principessa Gemma, non ebbe figli e il suo trono fu ereditato proprio da Pandolfo di Benevento e Capua, che in questo modo riunificò, per la prima e ultima volta dall'851, i territori dell'antica Langobardia Minor.

## Fonti
- Mario Caravale (a cura di), Dizionario Biografico degli Italiani, vol. LVI (Giovanni di Crescenzio – Giulietti ), Roma, Istituto della Enciclopedia Italiana, 2003.
- Gwatkin, H.M., Whitney, J.P. (ed) et al. The Cambridge Medieval History: Volume III. Cambridge University Press, 1926.